# Список глав государств в 487 году
Список глав государств в 486 году — 487 год — Список глав государств в 488 году — Список глав государств по годам

## Африка
- Королевство вандалов и аланов — Гунтамунд, король (484 — 496)

## Америка
- Баакульское царство — 
  - Ч'а-«Casper», священный владыка (435 — 487)
  - Буц’ах Сак Чи’к, священный владыка (487 — 501)
- Мутульское царство (Тикаль) — Чак-Ток-Ичак III, царь (ок. 485 — 508)

## Азия
- Гаоцзюй — Афучжило, правитель (485 — 496)
- Гассаниды — аль-Харит IV ибн Хийр, царь (486 — 512)
- Дханьявади — Тюрия Кальяна, царь[англ.] (474 — 492)
- Жужаньский каганат — Юйцзюлюй Доулунь, каган (485 — 492)
- Иберия — Вахтанг I Горгасал, царь (447 — 502)
- Индия — 
  - Вакатака — Харишена, махараджа (475 — 500)
  - Вишнукундина — Мадхав Варма, царь[лит.] (461 — 508)
  - Гупта — Будхагупта, махараджа (475 — 500)
  - Западные Ганги — Авинита, махараджа (469 — 529)
  - Кадамба — Равиварма, царь (485 — 519)
  - Маитрака — Бхатарка, махараджа[англ.] (ок. 470 — ок. 492)
  - Паллавы (Анандадеша) — Трилочана Скандаварман IV, махараджа (458 — 488)
- Кавказская Албания — Вачаган III Благочестивый, царь (487 — 510)
- Камарупа — Махендраварман, царь (470 — 494)
- Кинда — Амр аль-Мансур, царь (458 — 489)
- Китай (Период Южных и Северных династий) — 
  - Северная Вэй — 
    - Сяо Вэнь-ди (Юань Хун), император (471 — 499)
    - Вдовствующая императрица Фэн, регент (476 — 490)

  - Южная Ци — У-ди (Сяо Цзэ), император (482 — 493)
- Корея (Период Трех государств):
  - Конфедерация Кая — Чильджи, ван (451 — 492)
  - Когурё — Чансухо, тхэван (413 — 490)
  - Пэкче —  Тонсон, король (479 — 501)
  - Силла — Соджи, марипкан (479 — 500)
- Лазика (Эгриси) — Дамназ, король (ок. 468 — ок. 522)
- Лахмиды (Хира) — аль-Асвад ибн аль-Мундир, царь (462 — 490)
- Паган — Тюе, король[англ.] (439 — 494)
- Персия (Сасаниды) — Балаш, шахиншах (484 — 488)
- Раджарата (Анурадхапура) — Кашияпа I, король (473 — 495)
- Тарума — Индраварман, царь (455 — 515)
- Тогон — Муюн Дулхоу, правитель (481 — 490)
- Тямпа — Фан Данггенхун, князь (ок. 484 — 492)
- Фунань — Джаяварман, король (478 — 514)
- Химьяр — Ма'адикариб I Ян'ум, царь (485 — 490)
- Япония — Кэндзо, император (485 — 487)

## Европа
- Англия —
  - Бринейх — Дивнуал, король (460 — 510)
  - Думнония — Герайнт ап Эрбин, король (480 — 508)
  - Кент — Хенгист, король (455 — 488)
  - Пеннины — Артуис ап Мор, король (470 — ок. 500)
  - Регед — Гургуст ап Кенеу, король (450 — ок. 490)
  - Сассекс — Элла, король (477 — 514)
  - Эбрук — Эйнион ап Мор, король (470 — 495)
  - Элмет — Масгвид Глофф, король (460 — 495)
- Арморика — Будик I, король (464 — 501)
- Бургундское королевство — 
  - Гундобад, король (Лион, Лугдун, Вьенн) (473 — 516)
  - Хильперик II, король (Валанс) (473 — 491)
  - Годегизель, король (Женева) (473 — 501)
- Вестготское королевство — Аларих II, король (484 — 507)
- Византийская империя — Зенон, император (474 — 475, 476 — 491)
- Гепиды — Гундерит, король (460 — 490)
- Гунны — Эрнак, царь (469 — 503)
- Ирландия — Лугайд, верховный король (482 — ок. 507)
  - Айлех — Моредах мак Эоган, король (ок. 465 — 489)
  - Коннахт — Дауи Тенге Ума мак Бриойн, король (482 — 502)
  - Лейнстер — Фроэхе, король (485 — 495)
  - Мунстер — Энгус мак Над Фройх, король (454 — 489)
  - Ольстер — Моредах Мондерг, король (465 — ок. 489)
- Италия — Одоакр, король (476 — 493)
- Остготов королевство — Теодорих Великий, король (474 — 526)
- Папский престол — Феликс III (II), папа римский (483 — 492)
- Рипуарские франки — Сигиберт Хромой, королькороль (483 — 507)
- Салические франки — Хлодвиг I, король (481 — 511)
- Свевов королевство (Галисия) — Веремунд, король (ок. 485 — ок. 500)
- Тюрингия — Бизин, король (ок. 455 — ок. 507)
- Уэльс —
  - Брихейниог — Брихан из Брекнока, король (ок. 450 — 490)
  - Гвент — Иддон ап Инир, король (ок. 480 — ок. 490)
  - Гвинед — Эйнион Пылкий, король (ок. 460 — ок. 500)
  - Гливисинг — Гвинлиу Бородатый, король (480 — 523)
  - Дивед — Айргол Длиннорукий, король (455 — 495)
  - Поуис — Касанаут, король (480 — 519)
- Шотландия —
  - Галвидел — Тутагуал, король (485 — ок. 505)
  - Дал Риада — Лоарн, король (474 — 495)
  - Пикты — Нехтон I, король (484 — 508)
  - Стратклайд (Альт Клуит) — Думнагуал Старый, король (ок. 470 — ок. 490)

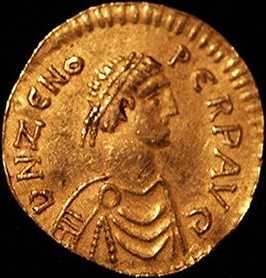
Зенон 476-491 Император Византии
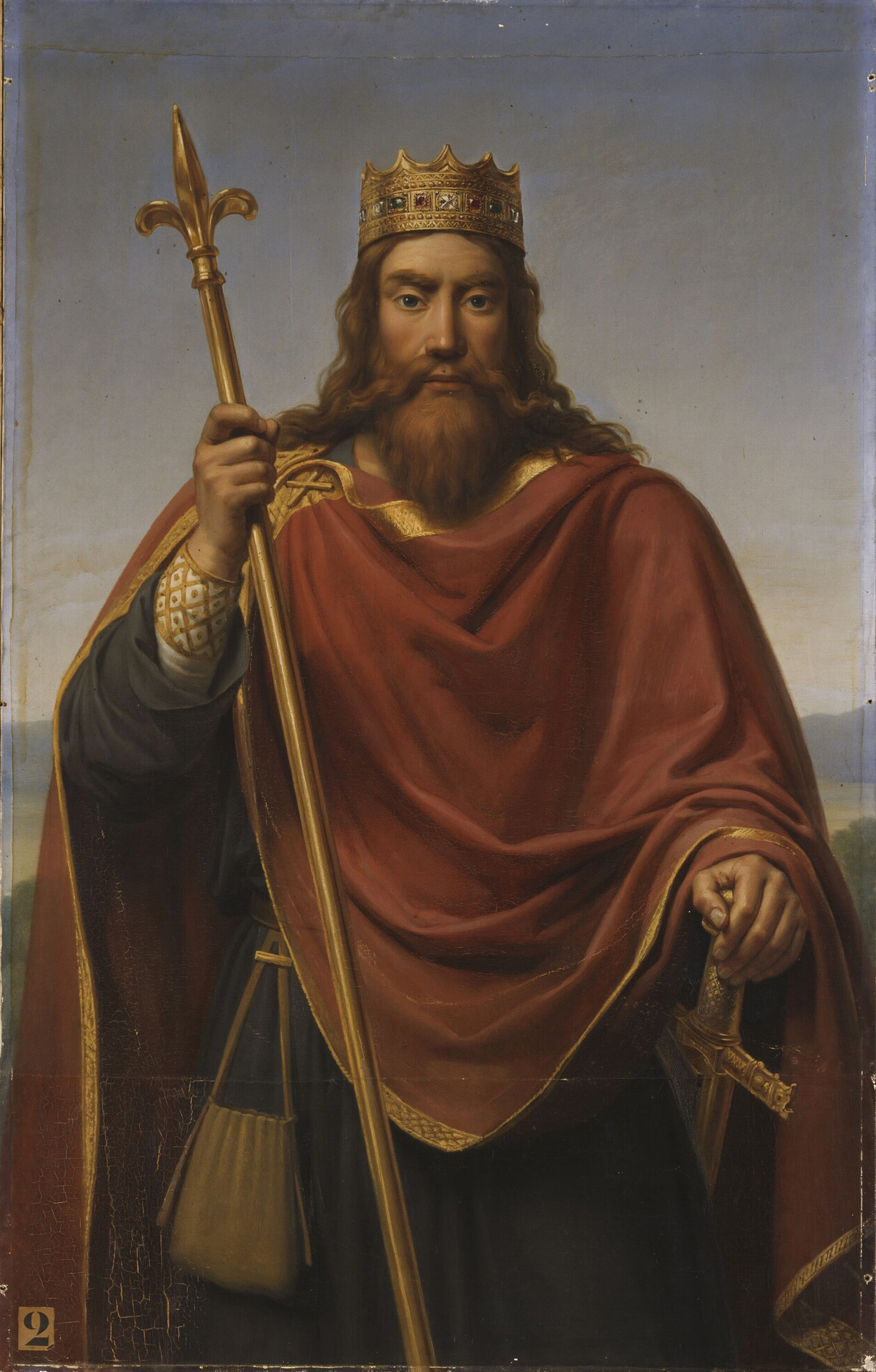
Хлодвиг I 481-511 Король салических франков
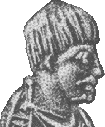
Одоакр 476-493 Король Италии
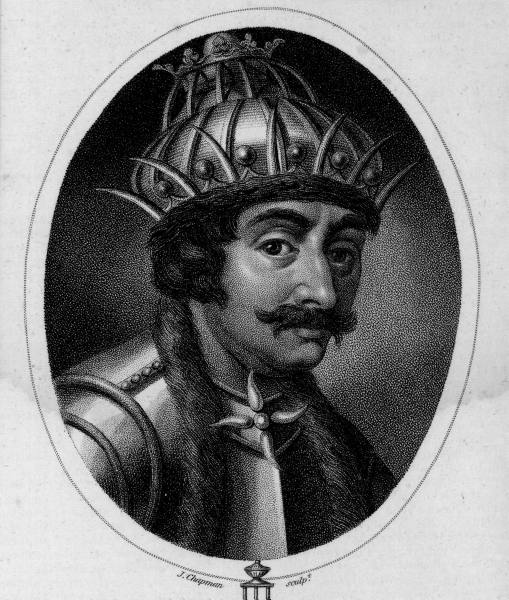
Теодорих Великий 474-526 Король остготов
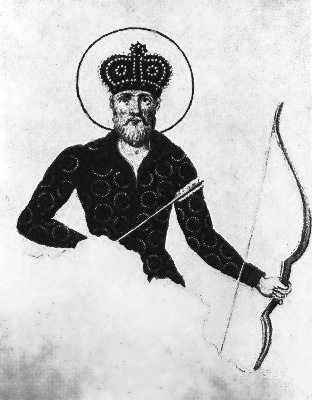
Вахтанг I Горгасал 447-502 Царь Иберии
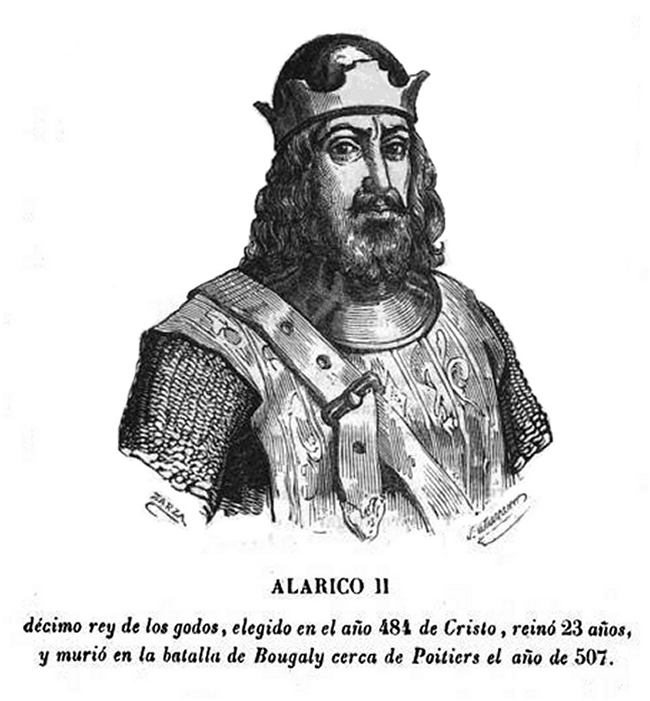
Аларих II 484-507 Король вестготов
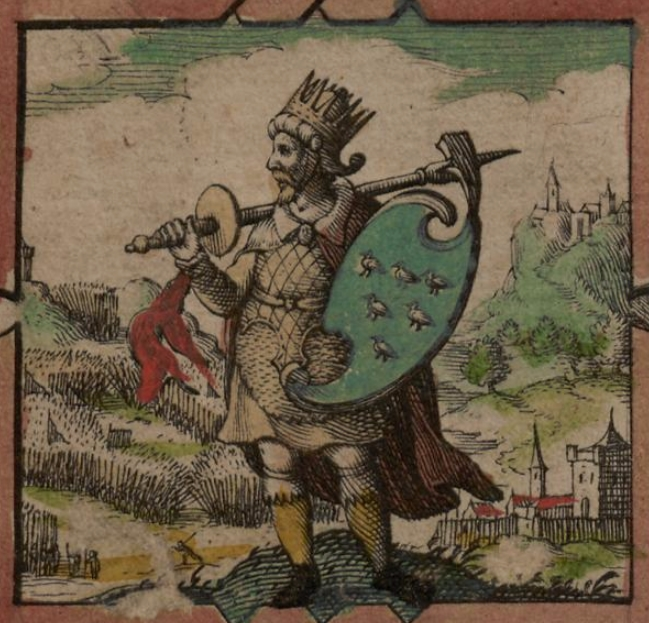
Элла 477-514 Король Сассекса
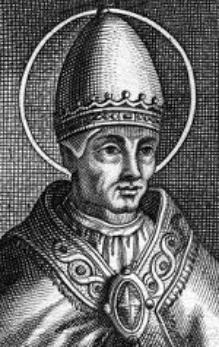
Феликс III (II) 483-492 Папа Римский